# Xenotilapia ornatipinnis
Xenotilapia ornatipinnis es una especie de peces de la familia Cichlidae en el orden Perciformes.

## Morfología
Los machos pueden llegar alcanzar los 12,5 cm de longitud total.

## Distribución geográfica
Es  endémico del lago Tanganika (África Oriental).